# ジュウイチ
ジュウイチ（学名: Hierococcyx hyperythrus）は、カッコウ科ジュウイチ属に分類される鳥類の1種。俗に十一の字を当てる。別名ジヒシンチョウ（慈悲心鳥）。和名、別名共にオスの鳴き声の聞きなし（「ジュウイチイ」あるいは「ジヒシン」）に由来する。

## 分布
インドネシア、大韓民国、中華人民共和国、朝鮮民主主義人民共和国、日本、ブルネイ、ベトナム、マレーシア、ロシア東部に分布。
中華人民共和国北東部や日本・アムール川流域で繁殖する。日本では、夏季に九州以北に飛来する（夏鳥）。

## 形態
全長32センチメートル前後。背面は濃灰色の羽毛で覆われる。尾羽には褐色の横斑がある。胸部から腹面にかけての羽毛は赤みを帯びる。

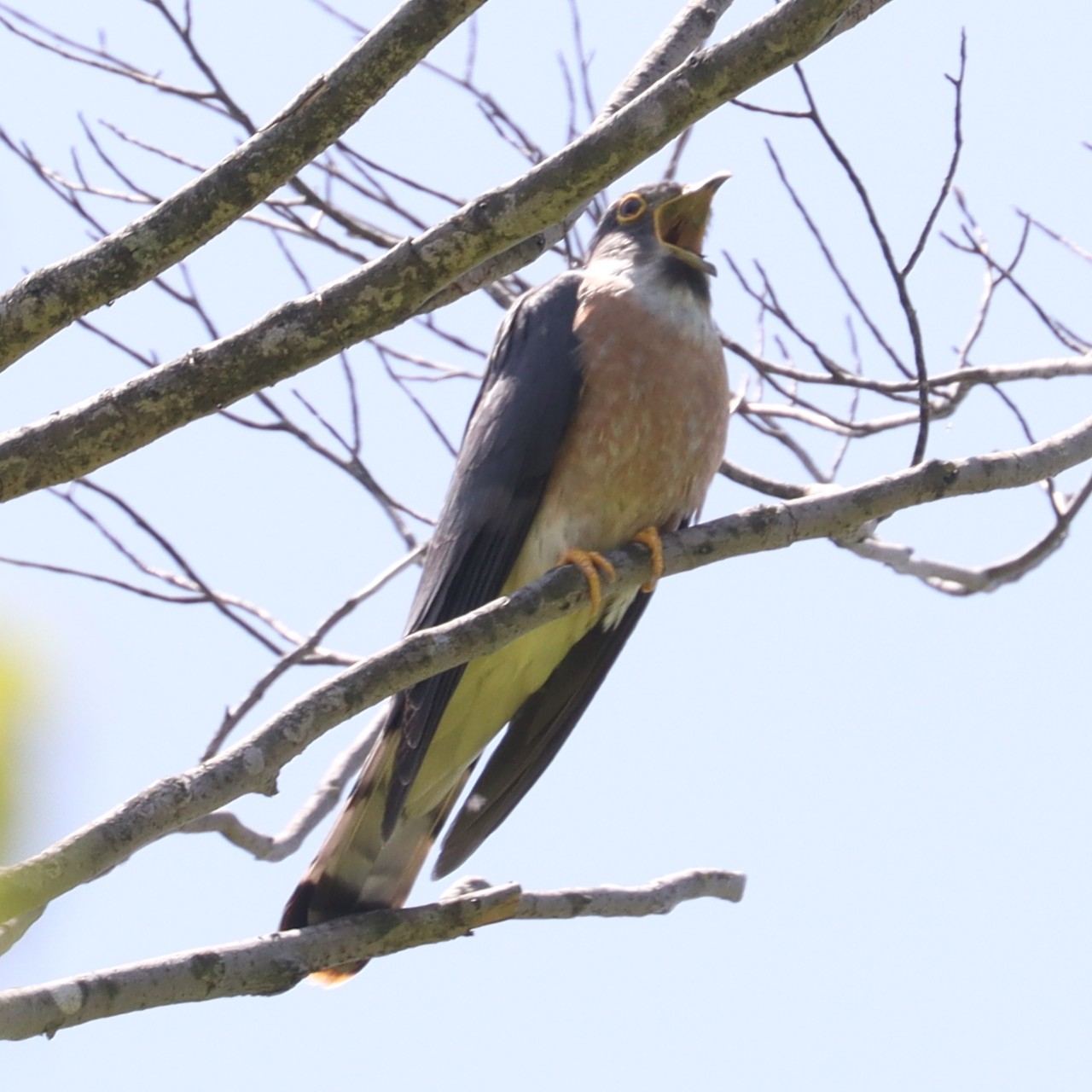
胸部から腹面にかけての羽毛は赤みを帯びる

## 生態
森林、日本では主に山地の広葉樹林に生息する。
食性は動物食で昆虫（主にチョウ目の幼虫）、節足動物等を食べる。
繁殖様式は卵生。日本では5-7月にオオルリ、コルリ、ルリビタキなどの巣に卵を産み、それらの親鳥に雛を育てさせ、巣立たせる（托卵）。卵は10-12日程で孵化する。

## 人間との関係
俳句では別名のジヒシンチョウ（慈悲心鳥）で知られ夏の季語とされている。